# Berdum
Berdum is een klein dorp in het Landkreis Wittmund in de Duitse deelstaat Nedersaksen. Bestuurlijk is het een onderdeel van de stad Wittmund. Het ligt ten noorden van die stad. Een zijweggetje van de Bundesstraße 461 in oostelijke richting leidt naar Berdum.
Het huidige dorpje ontstond vermoedelijk in de 16e of 17e eeuw na inpolderingswerkzaamheden van de baai van de Harle, de Harlebucht. Mogelijk is een ouder dorp in de late middeleeuwen op de kerk na overstroomd.
Midden in Berdum, op een warft, staat de dorpskerk uit 1801. Deze verving een grotere middeleeuwse voorganger die in 1800 wegens bouwvalligheid was afgebroken. Verder staat er aan de oostrand van het dorp een molen, een grondzeiler die in deze streken wordt aangeduid met Erdhöllander.
- Gemeinsame Normdatei: 1130896412
- Virtual International Authority File: 8132149368813985980008